# Kursdorf (Schkeuditz)

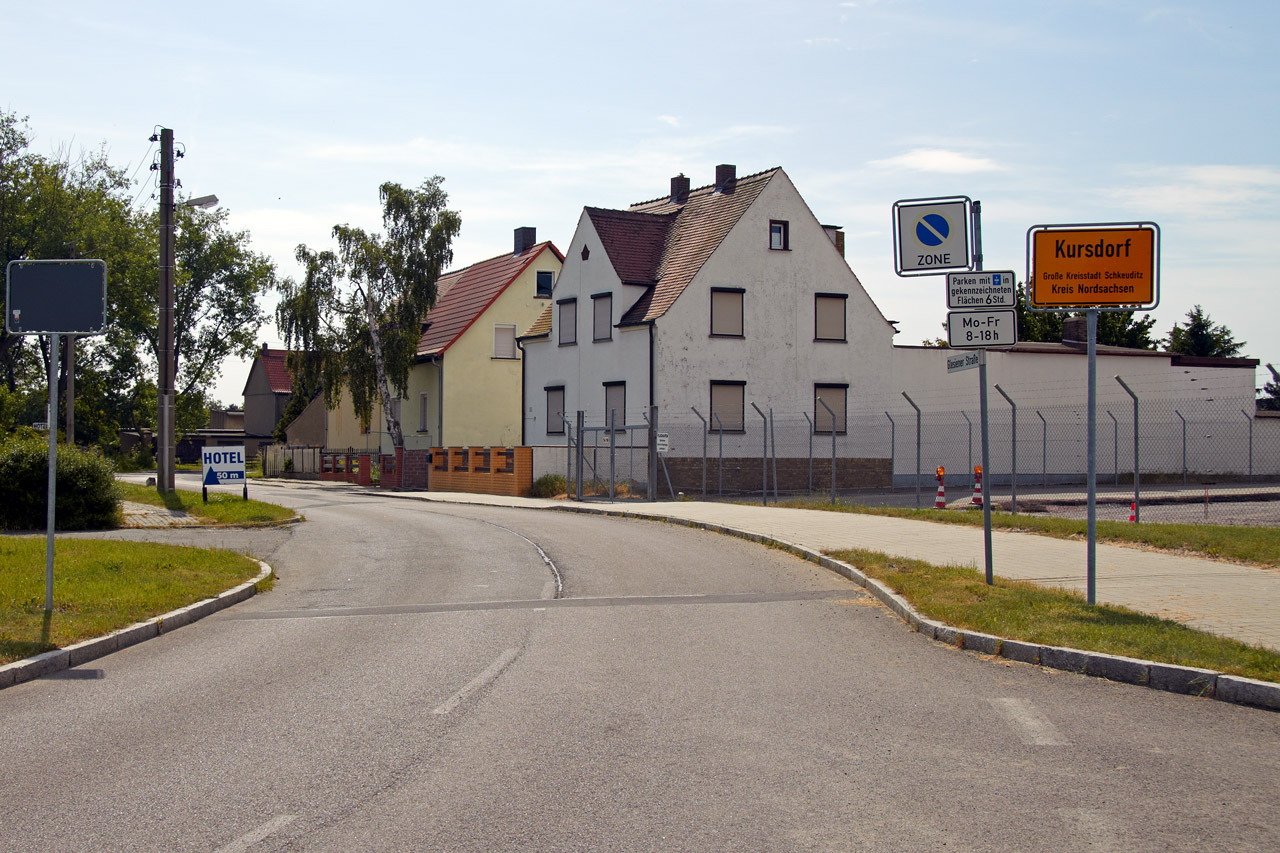
Ortsansicht, 2010

Kursdorf ist ein Stadtteil der sächsischen Stadt Schkeuditz im Landkreis Nordsachsen. Aufgrund der Erweiterungen des Flughafens Leipzig/Halle und seiner Lage entwickelte sich der Ort in den letzten Jahrzehnten zu einem Geisterdorf.

## Geografie

### Lage
Kursdorf liegt etwa 13,5 Kilometer nordwestlich von Leipzig, nahe der Landesgrenze Sachsen–Sachsen-Anhalt. Der Ort ist vollständig von den Anlagen des Flughafens Leipzig/Halle umschlossen. In unmittelbarer Nähe des Ortes verlaufen die A14 und die Neubaustrecke Erfurt–Leipzig/Halle.

### Nachbarorte
| Werlitzsch | Glesien                                     | Gerbisdorf |
| Beuditz    | Kompassrose, die auf Nachbargemeinden zeigt | Freiroda   |
|            | Schkeuditz                                  |            |

## Geschichte

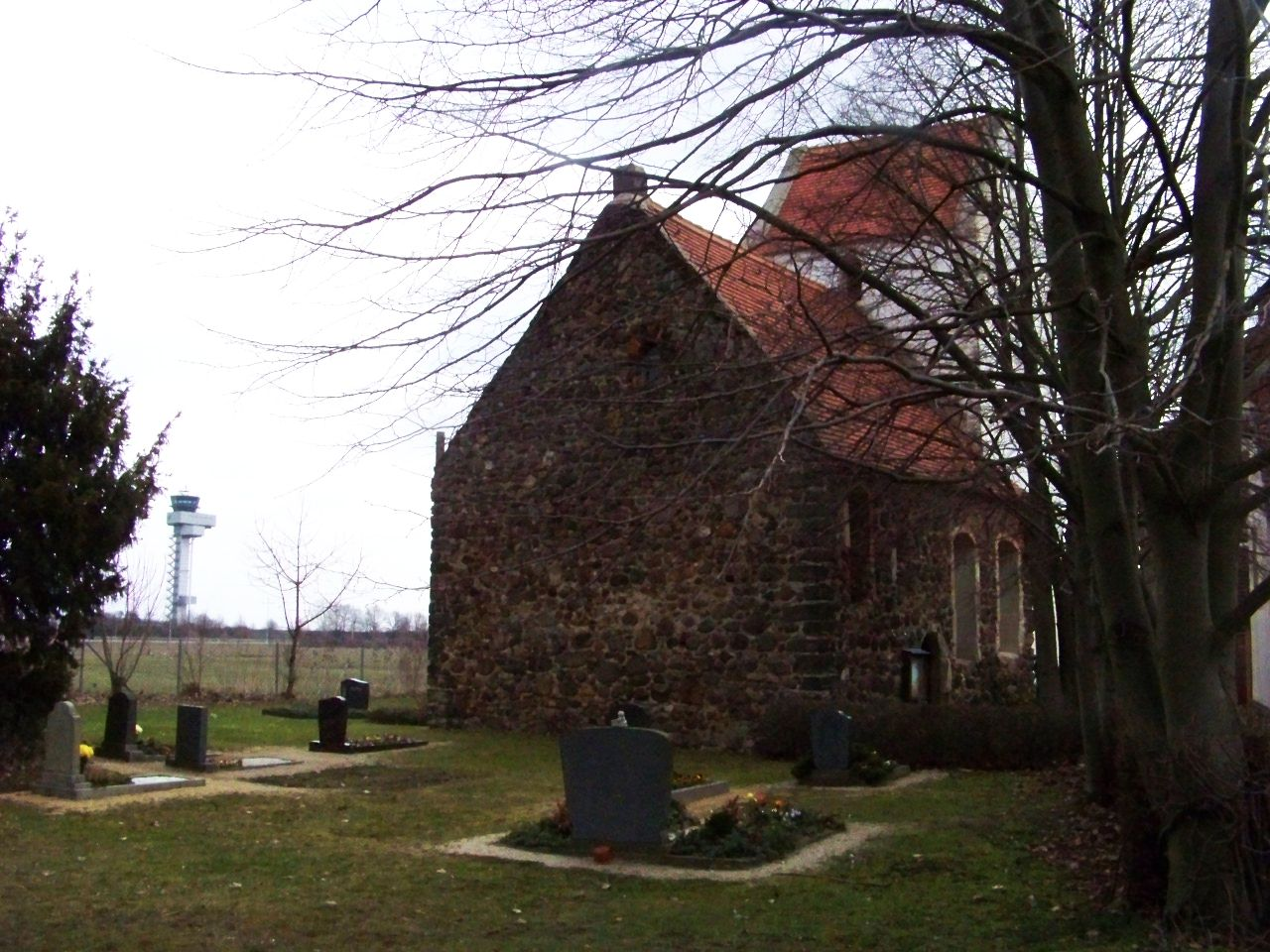
Kirche, dahinter der Tower des Flughafens

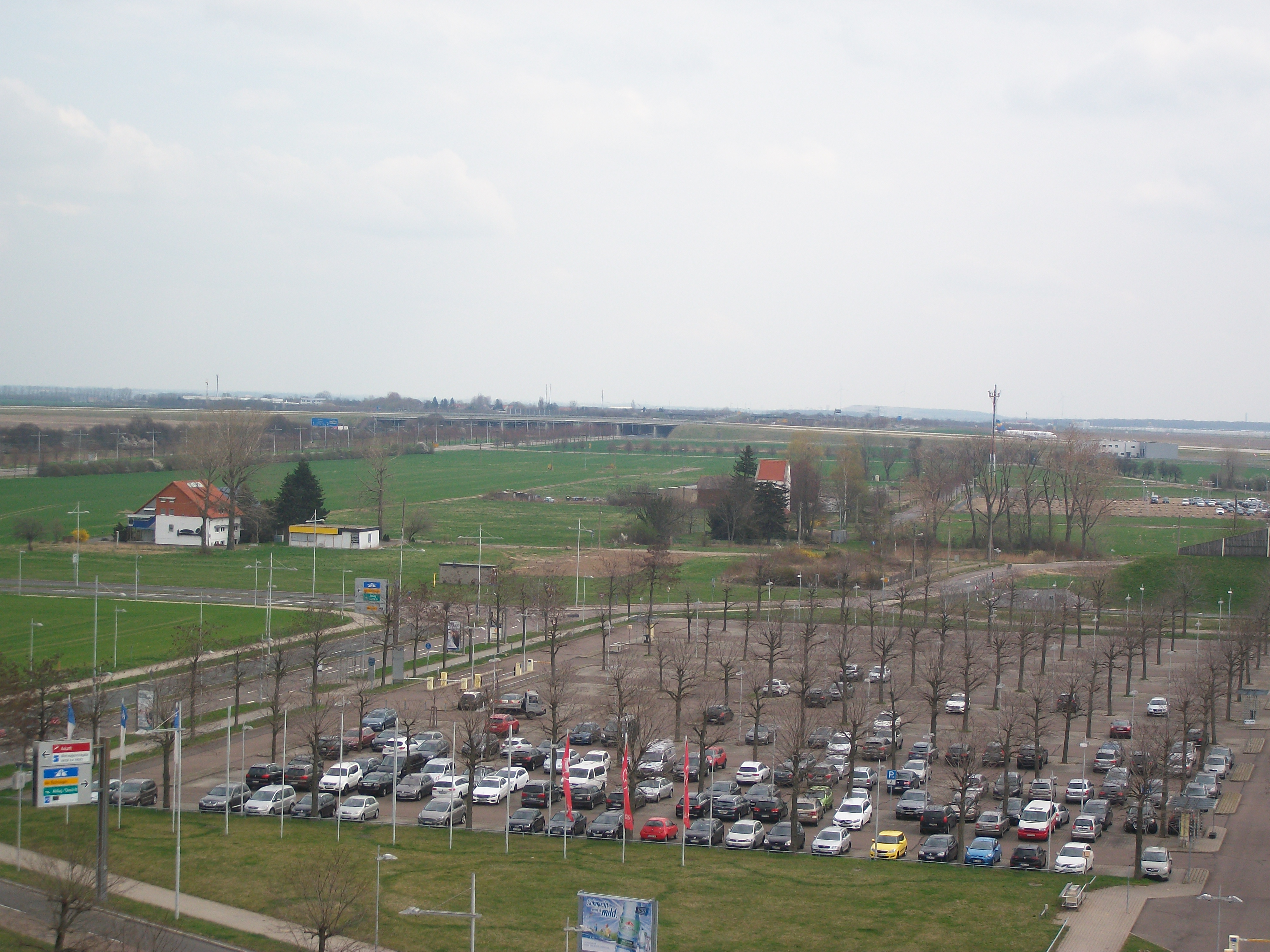
Flughafen Leipzig/Halle, Blick nach Kursdorf (2018)

Die erste urkundliche Erwähnung datiert aus dem Jahr 1497 als Kunsstorf. Kursdorf (ebenfalls gebräuchliche Schreibweise bis 1815: Cursdorf) gehörte bis 1815 zum hochstift-merseburgischen Amt Schkeuditz, das seit 1561 unter kursächsischer Hoheit stand und zwischen 1656/57 und 1738 zum Sekundogenitur-Fürstentum Sachsen-Merseburg gehörte. Durch die Beschlüsse des Wiener Kongresses wurde Kursdorf mit dem Westteil des Amts Schkeuditz im Jahr 1815 an Preußen abgetreten. Bei der politischen Neuordnung Preußens wurde der Ort 1816 dem Kreis Merseburg im Regierungsbezirk Merseburg der Provinz Sachsen zugeteilt, zu dem er bis 1952 gehörte. August Schumann nennt 1818 im Staatslexikon von Sachsen Kursdorf betreffend u. a.:

„Es hat 26 Häuser, 150 Einwohner und eine Pfarrkirche, an welcher der Diakon zu Schkeuditz zugleich Pfarrer ist. Die hiesige Gemeinde hatte in älteren Zeiten ihren eigenen Pfarrer, wovon auch noch die Pfarrwohnung übrig ist.“

Bei der Kreisreform in der DDR wurde Kursdorf im Jahr 1952 dem Kreis Leipzig-Land im Bezirk Leipzig zugeteilt, der 1994 zum Landkreis Leipziger Land kam. Im selben Jahr erfolgte die Eingemeindung nach Schkeuditz, mit dem der Ort 1999 zum Landkreis Delitzsch und 2008 zum Landkreis Nordsachsen kam.
Ende der 1990er Jahre setzte die letzte Wegzugswelle ein; seit 2017 hat Kursdorf keine Einwohner mehr. Gründe für den Wegzug sind die hohen Schadstoff- und Lärmbelastungen. Auf dem die Ortschaft umschließenden Flughafen, bei dem es sich um den zweitgrößten Fracht-Flughafen Deutschlands handelt, gilt nur für Passagierflüge ein sechsstündiges Nachtflugverbot. Frachtflüge dürfen rund um die Uhr stattfinden. 2020 gab es dort pro Nacht etwa 180 Flugbewegungen.
Die Kursdorfer Kirche aus dem 14. Jahrhundert wurde erst 2001 restauriert und birgt eine, ebenfalls restaurierte, Orgel von Wilhelm Rühlmann.

## Bevölkerungsentwicklung
| Jahr | Einwohnerzahl                          |
| ---- | -------------------------------------- |
| 1568 | 19 besessene Mann, 24 ½ Hufen          |
| 1716 | 24 besessene Mann, 13 ½ Hufen          |
| 1764 | 23 besessene Mann, 2 Häusler, 47 Hufen |
| 1818 | 181                                    |
| 1880 | 190                                    |
| 1895 | 299                                    |
| 1910 | 398                                    |

| Jahr | Einwohnerzahl |
| ---- | ------------- |
| 1925 | 439           |
| 1939 | 433           |
| 1946 | 527           |
| 1950 | 537           |
| 1964 | 407           |
| 1990 | 271           |
| 2001 | 202           |

| Jahr | Einwohnerzahl |
| ---- | ------------- |
| 2002 | 197           |
| 2006 | 119           |
| 2007 | 60            |
| 2009 | 37            |
| 2011 | 23            |
| 2013 | 12            |
| 2015 | 10            |
| 2017 | 0             |

## Kulturdenkmale
In der Liste der Kulturdenkmale in Schkeuditz sind für Kursdorf vier Kulturdenkmale aufgeführt.

## Trivia

Lage von Kursdorf inmitten des Geländes des Flughafens Leipzig/Halle

Die geografische Lage des Ortes inmitten eines Flughafengeländes und die daraus resultierenden Lebensumstände dienten als Vorlage für das Theaterstück Start- und Landebahn des Dramatikers und gebürtigen Schkeuditzers Dirk Laucke (Koautor David Richter). Die Uraufführung fand am 16. Mai 2010 im Theater Osnabrück statt.